# アイコニックタワー
アイコニックタワー（Iconic Tower）は、エジプトの新行政首都に存在する高さ394mの超高層ビル。エジプト国内およびアフリカ大陸で最も高い建築物である。

## 概要
高さ385m、80階建ての超高層ビルで、完成すると南アフリカのザ・レオナルドやカールトン・センターの高さを大幅に超えてアフリカ大陸で最も高い超高層建築物となる予定である。
古代エジプトの太陽神アメンの王冠をあらわす象形文字がデザインのモチーフとなっている。
エジプトの首都カイロの東に建設されている「新行政首都（NAC）」の象徴的・中心的な建物として計画され、敷地面積は約24万平方メートルある。中華人民共和国の巨大経済圏構想である一帯一路の一環としてプロジェクトが推し進められており、中国国営企業の中国建築によって建物が建設された。

## 沿革
- 2018年　着工。
- 2019年　ムスタファマドブリー首相出席のもと基礎コンクリート打設を祝う式典を開催。
- 2021年6月　最上部のコンクリート打設が完了。
- 2022年1月　完成予定。